# Transformed
Transformed is een Nederlandse christelijke stichting. Deze jongerenbeweging in Twente richt zich op evangelisatie, discipelschap en missionair werk en geeft hier vorm aan door het organiseren van verschillende activiteiten. De naam van de stichting is afgeleid van een passage uit de brief van Paulus aan de Romeinen, waarin staat: "Wordt hervormd door de vernieuwing van uw denken" (Romeinen 12:2). 

## Doelstelling
Het mission statement van Transformed luidt: "Stichting Transformed wil een invloedrijke, relevante en dynamische beweging zijn in Twente om transformatie te bewerkstelligen in het leven van jongeren door de kracht van de Heilige Geest. Alleen Jezus Christus kan herstel, waarde en bestemming in God de Vader geven." Daarnaast beoogt het de ontkerkelijking van deze jongeren, uit verschillende kerkgenootschappen, tegen te gaan door met deze diensten aansluiting te zoeken bij hun belevingswereld.

## Ontstaan
In 2004 werd de Stichting Transformed opgericht door jongeren met verschillende kerkelijke achtergronden. Zij stelden zich ten doel aanstekelijk en professioneel evangelisatiewerk op te zetten gericht op de leeftijd van 16-26 jaar. Dit gebeurde in de tijd dat de jeugdkerk-beweging in Nederland in volle bloei was. De eerste activiteit was een meeting op 13 februari 2005 in het Parkgebouw te Rijssen met zo’n 600 bezoekers. Zanger Gerald Troost ging toen voor in zang en overdenking. De maandelijkse Meetings van Transformed zijn daarna door blijven gaan. Tegenwoordig werkt Transformed samen met de zendingsbeweging Jeugd met een Opdracht. De laatste meeting in het Parkgebouw vond op 8 mei 2016 plaats. Tegenwoordig vinden de bijeenkomsten plaats in Enschede

## Ontwikkelingen
Transformed heeft in de jaren daarna naast de meetings andere activiteiten opgezet. Zo kende Transformed jarenlang een eigen maandelijks radioprogramma, Transformed Radio, waar twee uur per week via de lokale radio-omroep Rijssen-Holten Radio 350 werd uitgezonden.  Verder houdt Transformed elk jaar een Big Event; een groot christelijk evenement waar zo’n 2000 bezoekers op afkomen om te genieten van een verhaal, muziek, zandkunst en sprekers. Transformed biedt ook haar diensten aan in diensten van kerken onder de noemer: Transformed on Tour. 

## Sprekers
De volgende christelijke sprekers gaan onder meer voor tijdens de activiteiten van Transformed: David de Vos, Jan Pool, Martin Koornstra, Kees Kraayenoord, Matthijn Buwalda, Siegfried Woudstra, Sander van Dijk, Michiel Koers, Tiemen Westerduin, Wim Grandia en Martin Brand.

## Onderscheiding
In maart 2009 kreeg de stichting de Guppy Award 2009 van IKON, de Protestantse Kerk in Nederland (PKN) en het Nederlands Bijbelgenootschap. Deze prijs ontving Transformed voor de beste christelijke bijdrage aan het internet voor het jongerensegment binnen het Nederlandse taalgebied. 

## Organisatie
Transformed kent zo’n 50 vrijwilligers en wordt aangestuurd door het bestuur (kernteam) waarin zeven personen zitting hebben. Transformed kent verschillende taakgroepen, waaronder een praiseband. De stichting laat zich onder meer coachen door Martin Koornstra van Stichting Royal Mission.

## Heartbeat Weekend
Van 28 tot en met 30 oktober 2011 organiseerde Transformed voor het eerst een landelijk jongerenweekend onder de naam Heartbeat Weekend.